# Pishuinco

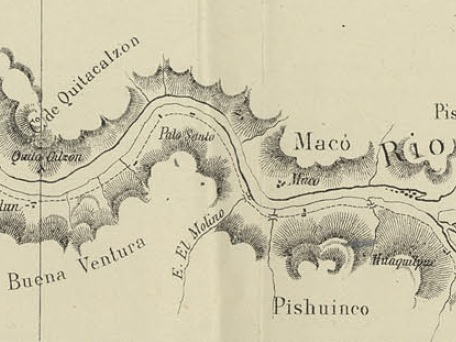
Pishuinco en el Mapa de la expedición de Francisco Vidal Gormaz en 1869

Pishuinco corresponde a una localidad rural en la comuna de Valdivia, Provincia de Valdivia, Región de Los Ríos, Chile, ubicada en la margen sur del Río San Pedro.

## Historia
Pishuinco fue una estación ferroviaria del ramal Antilhue-Valdivia.

## Servicios
La localidad cuenta con la Escuela Rural Pishuico.

## Turismo
Pishuinco es un lugar favorito para la pesca recreativa, además durante las temporadas de verano se activa el tren a vapor “El Valdiviano” que realiza el recorrido desde la ciudad de Valdivia hasta Antilhue con detenciones en las localidades de Huellelhue y Pishuico.
En esta localidad no existen servicios de alojamiento registrados.

## Accesibilidad y transporte
A esta localidad se accede a través de la Ruta T-35 que bordea la ribera sur del Río San Pedro desde la ciudad de Valdivia hasta la ciudad de Los Lagos. Pishuinco se encuentra a 17,9 km de Valdivia.